# Hersilia eloetsensis
Hersilia eloetsensis är en spindelart som beskrevs av Foord och Ansie S. Dippenaar-Schoeman 2006. Hersilia eloetsensis ingår i släktet Hersilia och familjen Hersiliidae.
Artens utbredningsområde är Madagaskar. Inga underarter finns listade i Catalogue of Life.